# Мимино
«Мимино́» (груз. მიმინო) — советский художественный фильм, снятый в 1977 году режиссёром Георгием Данелией на киностудии «Мосфильм». Авторы сценария — Резо Габриадзе, Виктория Токарева и Георгий Данелия. В основе сюжета — история грузинского лётчика Валико Мизандари (Мимино), который после восьми лет работы на вертолёте Ми-2, обслуживающем потребности жителей горных селений, решает перейти в большую авиацию. Прибыв в Москву для получения допуска на переквалификацию пилотов, герой вместе с соседом по гостиничному номеру Рубиком Хачикяном попадает в череду комичных и драматичных событий. В итоге мечта Мимино сбывается, он становится пилотом международных авиалиний, однако мыслями герой постоянно возвращается в родные горы.
Главные роли в картине исполнили Вахтанг Кикабидзе (Валико Мизандари) и Фрунзик Мкртчян (Рубик Хачикян). В фильме также снимались Елена Проклова, Евгений Леонов, Константин Даушвили, Руслан Микаберидзе и другие актёры. Натурные съёмки проходили в Тушетии (Омало и Шенако), на объектах Телави, Москвы и Западного Берлина. Музыку к фильму написал композитор Гия Канчели; авторы текстов песен — Пётр Грузинский («Чито-гврито»), Евгений Евтушенко («Мой пёс») и Роберт Рождественский («Приходит день, уходит день»).
В июле 1977 года, ещё до получения разрешительного удостоверения на выход в прокат, фильм «Мимино» был представлен на X Московском международном кинофестивале и получил там один из трёх главных призов. В числе других наград, которых были удостоены лента и её создатели, — Государственная премия СССР в области литературы, искусства и архитектуры (1978; Данелия, Кикабидзе, Мкртчян); приз за лучший комедийный фильм на XI Всесоюзном кинофестивале в Ереване (1978); приз «Золотой Лачено» на XIX Международном кинофестивале в Авеллино (1978). Выход картины на всесоюзный экран состоялся 27 марта 1978 года. В течение года фильм «Мимино» посмотрели 24,4 миллиона советских зрителей (17-е место в прокате). Реплики героев ленты пополнили словари афоризмов и крылатых выражений.

## Сюжет
Жизнь грузинского лётчика Валико Мизандари, которого близкие называют Мимино (Вахтанг Кикабидзе), складывается вполне благополучно. Герой, управляющий небольшим вертолётом Ми-2, выполняет полезную работу и пользуется уважением земляков. Его связывают добрые отношения с непосредственным начальником Гиви Ивановичем Гоглидзе — командиром лётного отряда аэропорта Телави. До́ма, в высокогорном селении, Валико ждут дед Гоча, сестра Като, племянник Варлам и пёс Зарбазан. В Мимино влюблена местная учительница Лали. Перемены в настроении героя происходят после случайной встречи с бывшим однокурсником — пилотом международных авиалиний — и двумя стюардессами, среди которых выделяется Лариса Ивановна Комарова (Елена Проклова). Общение с давним товарищем и его спутницами меняет жизненные планы Мимино: он решает вернуться в большую авиацию.
Для получения допуска на переквалификацию лётчиков Мизандари прибывает в Москву и заселяется — благодаря содействию оперного певца Синицына (Владимир Басов) — в престижную гостиницу. Соседом Мимино по номеру оказывается водитель из Дилижана Рубик Хачикян (Фрунзик Мкртчян), которого администрация отеля принимает за его однофамильца-эндокринолога. Несмотря на то, что встреча двух темпераментных героев начинается с ссоры («А ты что на меня сердилься?»), в дальнейшем Рубик принимает живое участие в судьбе нового товарища. Пребывание Валико в Москве представляет собой череду самых разных событий: он безуспешно пытается добиться свидания с Ларисой Ивановной, тратит большие суммы в ресторане, сдаёт документы на курсы переподготовки, вместе с соседом вынужденно покидает гостиницу, встречает земляка Нугзара Папишвили (Арчил Гомиашвили), от связи с которым незамужняя сестра Мимино родила сына. Попытки Валико наказать обидчика сестры приводят к аресту героя; суд после выяснения обстоятельств дела назначает ему наказание в виде штрафа в пятьдесят рублей «с выплатой ущерба».
Из-за ареста и суда герой, которому во время пребывания в Бутырской тюрьме исполняется тридцать пять лет, не попадает на переквалификацию. Оставшись в Москве без денег, Мимино случайно встречает ветерана войны Волохова (Евгений Леонов), который по ошибке принимает его за сына своего погибшего однополчанина и через свои связи пытается помочь лётчику осуществить мечту о большой авиации. Хотя ошибка выясняется, Валико всё-таки принимают на переподготовку. Он становится пилотом международных авиалиний, однако респектабельность больших городов мало радует героя; мыслями он постоянно возвращается в родные края. Находясь за границей, Мимино пытается дозвониться до Телави. Телефонистка по ошибке соединяет его с Тель-Авивом, и собеседником Валико становится уроженец Кутаиси Исаак. После разговора с Исааком герой особенно остро осознаёт, насколько он нужен деду, племяннику, сестре, Зарбазану и всем землякам.

## Сценарий
Идея фильма «Мимино» возникла после того, как драматург Резо Габриадзе рассказал Георгию Данелии о живущем в горах лётчике, который на ночь запирал свой вертолёт на амбарный замок и прикреплял цепью к дереву. Эта деталь показалась Данелии «кинематографичной», и для знакомства с материалом режиссёр и сценарист отправились в небольшой город Телави, где размещался провинциальный аэропорт. Там, в комнате отдыха лётчиков, были сделаны первые наброски будущей киноистории. Несмотря на явный интерес Данелии к новой теме, проект в ту пору не состоялся: сначала режиссёр отправился в зарубежную поездку с фильмом «Афоня», затем переключился на сценарий о русской деревне «Неромантичный человек», написанный Викторией Токаревой.
Предполагалось, что фильм по произведению Токаревой (в котором фигурировали трубач-вертолётчик и влюблённая в него девочка) будет снимать Данелия. После утверждения сценария была сформирована съёмочная группа, и в рамках подготовительного периода начался подбор исполнителей. Поиски актёров привели Данелию и Токареву в Малый театр, где в антракте спектакля они встретили писателя Максуда Ибрагимбекова. Тот, расспросив Данелию о творческих планах, заметил, что «Неромантичный человек» — не его история: «Помнишь, ты рассказывал про горского лётчика?» По признанию Данелии, после слов Ибрагимбекова он кардинально изменил планы: отказался от постановки картины о русской деревне и решил в те же сроки и с той же киногруппой запуститься с совершенно иным фильмом. На следующий день режиссёр попросил Резо Габриадзе прибыть из Тбилиси в Москву, чтобы возобновить прерванную работу.
Токаревой также было предложено участвовать в написании сценария, название которого неоднократно менялось: «Ничего особенного», «Там, за облаками», «Сам пришёл», «Мимино». Обязанности между соавторами распределялись следующим образом: Габриадзе разрабатывал сцены, связанные с жизнью в горном селении; Токарева «отвечала» за сюжетную линию, касающуюся отношений Валико и Ларисы Ивановны; Данелия сочинял зарубежные, гостиничные и судебные эпизоды. Основные детали, раскрывающие образ главного героя (перевозимые им голландские куры, позывной Сокол и другие), придумал, вероятно, Резо Габриадзе. Слово Мимино содержит отсылку и к прозвищу Германа Гвенитадзе — директора фильма «Не горюй!», снятого Данелией по сценарию Габриадзе в конце 1960-х годов.
Соавторы, работавшие в доме творчества «Болшево», написали сценарий за двадцать дней. По воспоминаниям второго режиссёра «Мимино» Юрия Кушнерёва, он ежедневно приезжал в Болшево и увозил оттуда на студию напечатанные страницы с очередными эпизодами, чтобы оставшиеся в Москве члены съёмочной группы подготовили для каждой новой сцены натурные объекты, эскизы декораций и костюмы для персонажей. Однако даже после запуска картины сценарий менялся — как рассказывала Елена Проклова, Данелия постоянно обращался к коллегам с просьбой предложить свои варианты развития событий; некоторые из их версий тут же включались в сюжет. Так, по сценарию Валико, вернувшись в большую авиацию, работает стюардом на одних рейсах с Ларисой Ивановной и страдает от неразделённого чувства к своей напарнице. В процессе работы Данелия изменил финал, сместив акценты и показав, что Мимино, став пилотом белоснежного лайнера, остро чувствует, что «задыхается вдали от дома».

## Отбор актёров
При работе над «Мимино» создатели картины отказались от традиционных кинопроб и актёрского кастинга. Ещё на начальном этапе, делая в Телави предварительные наброски к сюжету будущей ленты, Данелия и Габриадзе решили, что главную роль сыграет Вахтанг Кикабидзе. Сценарий писался с учётом его актёрской органики, и другие претенденты на роль Валико Мизандари даже не рассматривались. В дальнейшем, вводя в кинодействие очередного героя, соавторы сначала заручались согласием артиста, типаж которого соответствовал образу, и лишь затем приступали к разработке характера.
Достаточно сложно проходил выбор исполнителя на роль соседа Мимино по гостиничному номеру, причём трудности были связаны не с поисками подходящих актёров, а с сюжетными вариациями. Сценаристы хотели «подселить» к Валико сначала русского эндокринолога (в исполнении Евгения Леонова), затем — армянского водителя, образ которого мог создать Фрунзик Мкртчян. Не сумев определить, какой из вариантов предпочтительнее, соавторы бросили монету. По воле жребия роль соседа досталась Мкртчяну. Однако Данелия не захотел расставаться с Леоновым, которого считал своим «талисманом» в кинематографе и снимал, начиная с фильма «Тридцать три», почти во всех картинах. Поэтому для Леонова была придумана небольшая, но значимая в контексте сюжета роль фронтовика Ивана Сергеевича Волохова.
Выбирая актрису на роль стюардессы Ларисы Ивановны Комаровой, создатели ленты рассматривали (без проб) две кандидатуры — Елены Прокловой и Ларисы Удовиченко. По воспоминаниям Прокловой, Данелия, предложив ей сыграть в «Мимино» ключевую женскую роль, заметил, что её героине будет выделено не слишком много экранного времени (в общей сложности — около одной минуты), но она станет украшением ленты.
Для участия в московских эпизодах режиссёр пригласил без кастинга весьма известных актёров. Так, Леонид Куравлёв сыграл «настоящего» профессора-эндокринолога Хачикяна; Владимир Басов воплотил на экране образ оперного певца, устроившего Мимино в гостиницу; Савелий Крамаров — осуждённый в наручниках с «хорошими глазами» — появился в кадре на несколько секунд возле здания суда. Арчил Гомиашвили, которому досталась роль потерпевшего Нугзара Папишвили, впоследствии полушутя замечал, что Данелия позвал его в картину из-за наличия собственной «Волги» и модной в то время дублёнки.
Среди актёров, занятых в эпизодах, значится Р. Хобуа. Как признавался в своих мемуарах Данелия, включение этой фамилии в титры «Мимино» и других лент является режиссёрской мистификацией. Знакомство со снабженцем из Зугдиди Рене Хобуа и его коллегами произошло у Данелии и Габриадзе в одной из грузинских гостиниц, где велась работа над сценарием фильма «Не горюй!». Встреча ознаменовалась сначала ссорой, затем — многодневными совместными застольями в ресторанах. Рене Хобуа, которого режиссёр с драматургом брали с собой на все банкеты, терпеливо выслушивал и тосты, и читаемые вслух варианты сценария. С подачи Габриадзе, считавшего, что Хобуа следует поблагодарить за проявленное терпение, фамилия снабженца стала элементом титров во многих фильмах Данелии.

## Съёмки. Объекты

### Работа в Грузии
После завершения работы над сценарием Данелия вместе с оператором Анатолием Петрицким и другими членами киногруппы весной 1976 года отправился в Грузию для выбора натурных объектов. Местом съёмок стали две разделённые ущельем высокогорные деревни, находящиеся в Тушетии, — Шенако и Омало. В Шенако, где режиссёр решил снимать «дом Мимино», не было электроэнергии, зато открывался вид на небольшую старинную церковь. В Омало создатели картины решили воспроизвести бытовую, повседневную жизнь горцев, воссоздать ту атмосферу, в которой сложился характер главного героя.
Съёмочная группа размещалась в палатках в окрестностях Омало. В состав киноэкспедиции были включены повар, готовивший в котле супы из привезённых консервов, крупы и картошки, а также дрессировщица с маленькой собачкой Чапой. Согласно сценарию, Мимино был хозяином независимого пса по кличке Зарбазан (что в переводе с грузинского означает «пушка»). В процессе съёмок выяснилось, что ухоженная «домашняя» Чапа не совпадает по типажу с образом выросшего на воле животного. В результате в окрестностях аэропорта Телави был найден фактурный бездомный пёс, не боявшийся шума вертолёта и сыгравший роль Зарбазана без специальной дрессировки.
Поскольку Омало находилось в труднодоступном районе Тушетии (добраться туда можно было либо на лошадях, либо на редко летающем рейсовом вертолёте), Анатолий Петрицкий не смог взять в горы тяжёлую киноаппаратуру. Съёмки велись, как правило, в естественной среде, без дополнительных декорационных элементов. Сознательный отход от «искусственных» мизансцен, по мнению киноведа Александра Казакевича, соотносится с сюжетом картины, в которой мир Мимино самобытен и гармоничен. В то же время оператору пришлось участвовать в разработке весьма рискованных методов съёмки — так, для показа горных пейзажей был задействован вертолёт, между шасси которого, в специальной люльке, размещалась кинокамера.

Экономно, даже скупо расходует изобразительные средства оператор Анатолий Петрицкий, создавая реальный образ родной земли Мимино. Ни вычурных ракурсов во вступительной панораме, ни эффектных цветовых сочетаний. Всё снято вскользь, приглушённо, без педалированного любования. На видовую открытку ничего не возьмёшь из этой неброской, неяркой красоты. Однако именно такая, без ретуши, она будет потом сниться герою, тянуть его к себе.— Александр Трошин
По сценарию, Мимино привозит землякам плёнку с фильмом про любовь «Разбитое сердце». Как вспоминал Юрий Кушнерёв, он ещё до отъезда в Грузию снял и смонтировал короткометражную ленту, напоминающую по стилистике индийскую мелодраму. Он же самостоятельно поставил эпизод с просмотром «Разбитого сердца» местными жителями, собравшимися на открытой площадке перед самодельным экраном и слушающими закадровые комментарии «киномеханика» Валико. Данелия, по утверждению Кушнерёва, в работу второго режиссёра не вмешивался и впервые увидел кадры с «болливудским фильмом» уже при монтаже. В итоговую редакцию «Мимино» не вошла содержавшаяся в сценарии реплика «хорошей девушки» Лали: «Дети, завтра после уроков мы обсудим этот фильм. <…> Тема: „Любовь и дружба в капиталистическом обществе“». По замечанию киноведа Евгения Новицкого, исключение этой сцены из окончательной версии было логичным, потому что подобная официальная интонация присуща, скорее, управдому Варваре Сергеевне из «Бриллиантовой руки», нежели живущей в горах учительнице.
Работа в Тушетии в определённый момент оказалась на грани срыва, потому что известие о приезде Вахтанга Кикабидзе быстро разошлось среди горцев, и в Омало стали ежедневно прибывать жители ближних и дальних сёл, чтобы накрыть для артиста стол и выставить на него чачу. Поначалу отказывать им было неудобно, поскольку люди порой тратили сутки, чтобы пешком или на лошадях добраться до Омало. Когда стало понятно, что кавказское гостеприимство способно парализовать работу всей киногруппы, актёр начал деликатно уклоняться от застольных встреч, ссылаясь то на вымышленные сердечные недуги, то на не справляющуюся с нагрузками печень. Проблемы со здоровьем, на которые указывал Кикабидзе, воспринимались местными пастухами как нечто несерьёзное до тех пор, пока Вахтанг не придумал себе «неприличную болезнь», лечение которой несовместимо с алкоголем. По словам Данелии, «молва о настоящей мужской болезни Бубы распространилась по горам», и вопрос об угощении актёра чачей был снят.
|  |  |  |

### Московские объекты

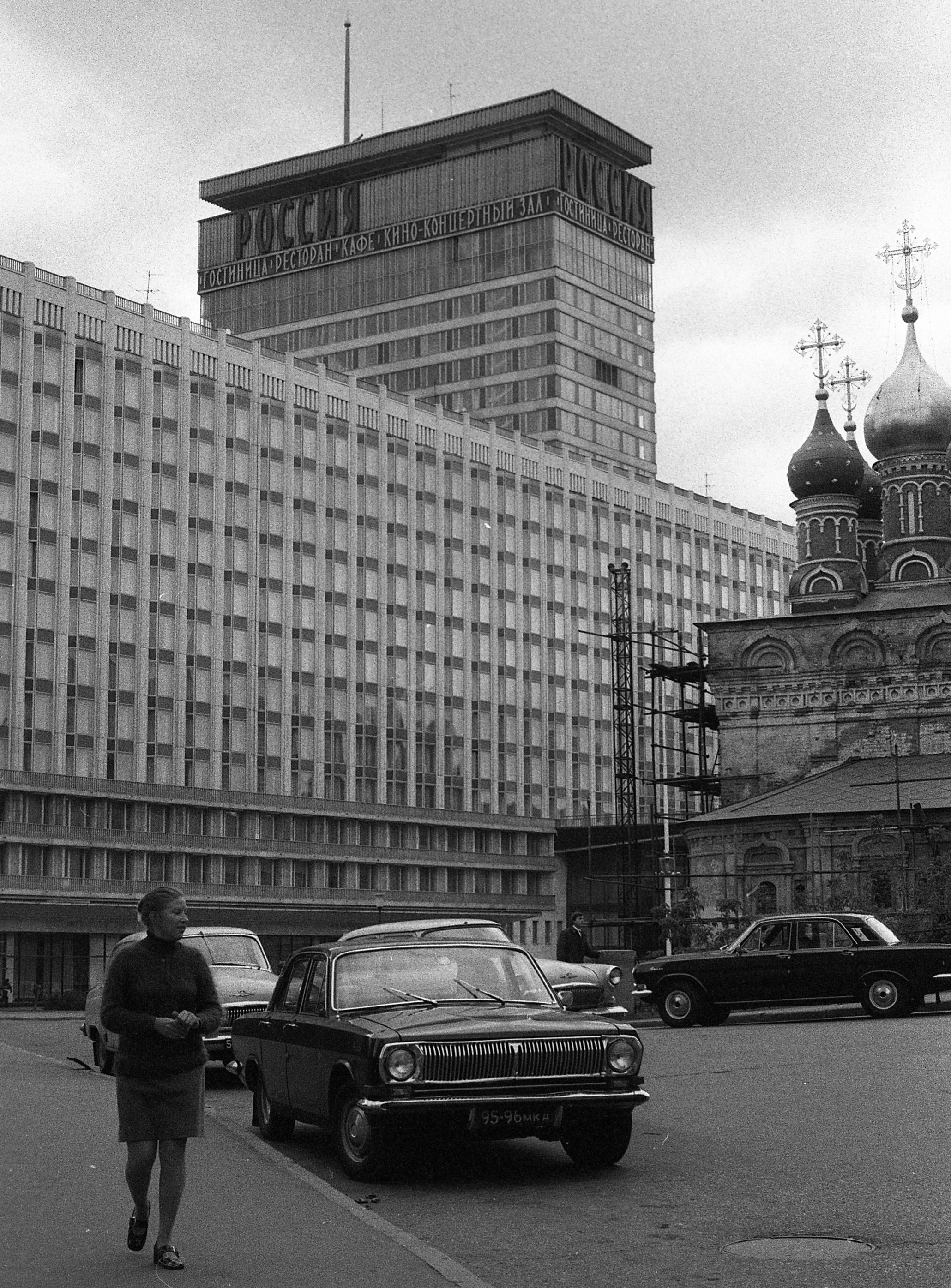
Гостиница «Россия». 1970-е годы

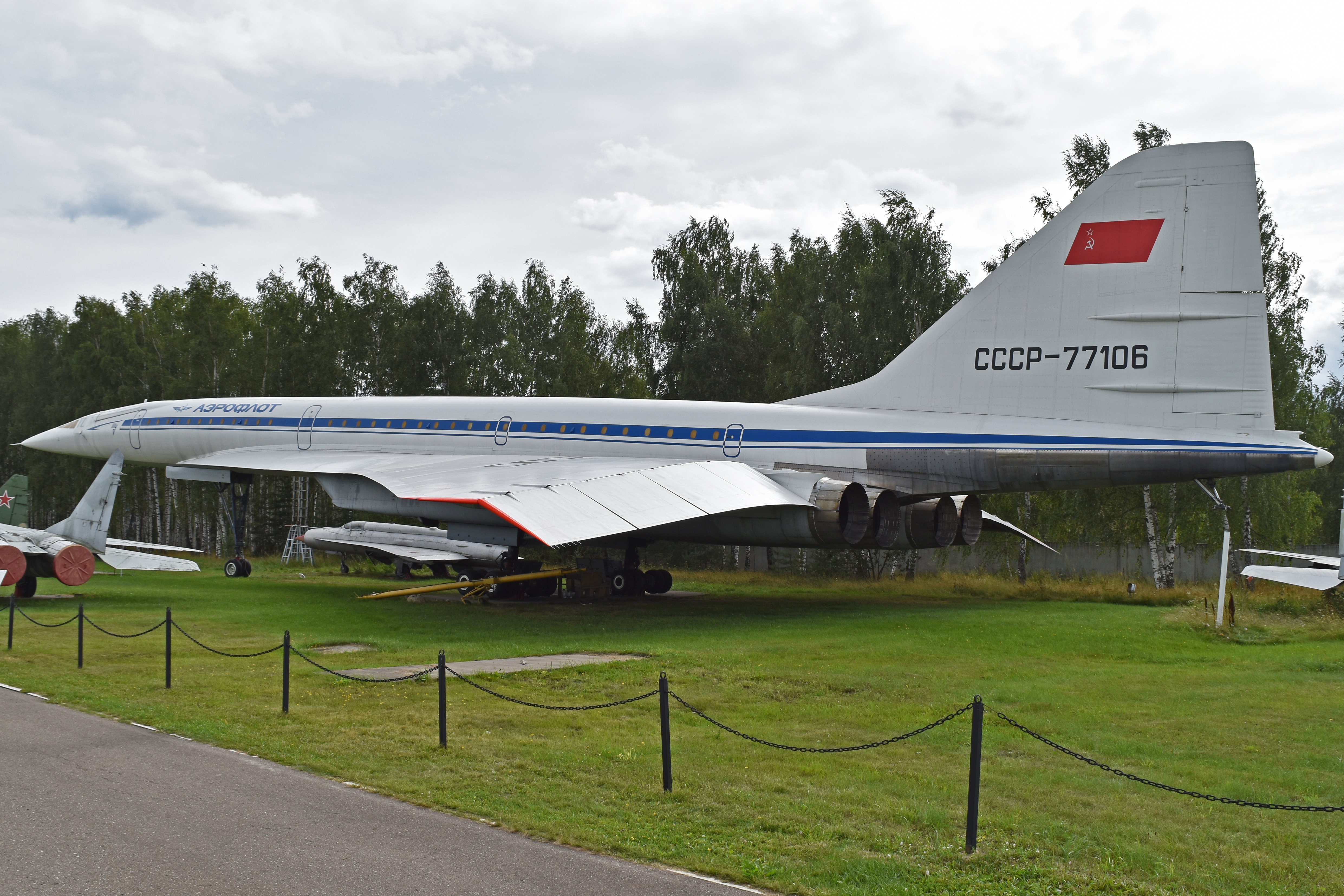
Самолёт Ту-144, использовавшийся для съёмок, находится в Музее ВВС в Монине

Съёмки в Тушетии продолжались до поздней осени 1976 года. В ноябре киногруппа Данелии вернулась на киностудию и приступила к работе над московскими эпизодами. Зима 1977 года выдалась в советской столице весьма морозной, столбик термометра порой опускался до −36 °C. По воспоминаниям режиссёра, сцена «Валико и Хачикян возле Большого театра» (там герои ждут Ларису Ивановну) снималась с немалым количеством дублей из-за технических проблем: замерзающая камера периодически останавливалась. Поскольку костюмеры готовили одежду для героев ещё летом, Вахтанга Кикабидзе, облачённого в лёгкий плащ, и Фрунзика Мкртчяна, одетого в короткую куртку, бил в кадре настоящий озноб.
Для московских съёмок было задействовано немало узнаваемых городских объектов. Так, сцены в следственном изоляторе, в который попадает Мимино после инцидента с Папишвили, снимались в Бутырской тюрьме. Здание, где проходят слушания по делу Валико Мизандари, именуется в фильме Ленинским районным народным судом; в действительности это Хамовнический суд, интерьеры которого использовались также в картине Эльдара Рязанова «Старые клячи».
Мимино, рассчитывая вернуться в большую авиацию, отправляется сдавать документы в министерство (в телефонном разговоре с Гиви герой описывает своё посещение этого ведомства фразами: «Знаешь, что они сказали? Такие пилоты, как вы, на улице не валяются!»). В «роли» Министерства гражданской авиации, вероятно, выступила гостиница «Аэрофлот» (ныне — «Аэрополис»), в корпусах которой размещался ряд служб гражданского флота. Из-за дальнейших событий — встречи с Папишвили, ареста и суда — следующий визит Валико в министерство происходит со значительным опозданием. Судьбу героя, не получившего допуск на курсы переподготовки, меняет знакомство с фронтовиком Волоховым; тот, выслушав историю лётчика, привозит Мимино к некоему начальнику. Особняк, возле которого останавливается машина Волохова, находится на Поварской улице, № 11, и представляет собой многократно менявшую владельцев усадьбу XVIII века. Просторный кабинет начальника снимали в другом месте — это был зал заседаний киностудии «Мосфильм».
Такое же совмещение разных объектов в одном эпизоде обнаруживается исследователями и во время встречи Мимино с однокурсником из Воронежского училища, происходящей на аэродроме в Грузии. Сначала камера показывает членов экипажа на фоне здания тбилисского аэропорта; чуть позже зрители видят, как пилот и две стюардессы направляются к стоящему на поле сверхзвуковому пассажирскому лайнеру Ту-144. Однако самолёты этой модификации в столице Грузии никогда не приземлялись: на момент съёмок в аэропорту ещё не было соответствующей взлётно-посадочной полосы, а через год после выхода картины Ту-144 прекратил пассажирские перевозки. По словам исследователя Бориса Пинского, эта сцена снималась в двух городах — Тбилиси и Москве.

### Сцены в гостинице
Гостиница, в которой разворачивается часть действия, должна была предстать в картине как особый мир — со своим укладом и традициями. Чтобы Кикабидзе и Мкртчян погрузились в её повседневную жизнь, директор фильма поселил их в «России». Размещение актёров, однако, вызвало протест со стороны Фрунзика, обнаружившего, что из номера его коллеги открывается вид на Спасскую башню, тогда как окно Мкртчяна выходит во внутренний двор. Расстроенный артист даже собрался покинуть киногруппу. Данелия, пытавшийся урегулировать конфликт, случайно вошёл в номер Мкртчяна в тот момент, когда актёр принимал душ. Эта ситуация позже была обыграна в сюжете «Мимино».
Администрация «России» дала разрешение на две дневные съёмочные смены и одну — ночную. Создатели картины успели отснять часть эпизодов в номере Валико и Рубика и сцены в ресторане. Второй съёмочный день не состоялся, потому что вечером 25 февраля 1977 года в гостинице произошёл крупный пожар с человеческими жертвами. Присутствие киногруппы в «России» было в этой ситуации неуместным, и художникам картины для продолжения работы пришлось воссоздать интерьер номера Мимино и Хачикяна в одном из мосфильмовских павильонов. Там была поставлена стандартная гостиничная мебель, наклеены обои соответствующей расцветки. Единственное, чего не сумели найти создатели ленты, — это занавески той же фактуры и с тем же рисунком, что в «России». Киногруппу выручил швейцар гостиницы, вынесший занавески из номера (по некоторым данным, за бутылку водки). Из-за пожара осталась неотснятой запланированная сцена с участием японских туристов, которые, увидев в лифте Валико и Хачикяна, произносят: «Как все русские похожи друг на друга».
Уже после выхода «Мимино» к Данелии обратились музыканты ресторанного ансамбля, которым начальство предложило написать заявления об увольнении. Поводом к этим санкциям стали киноэпизоды, во время которых Валико и Рубик заказывают за деньги грузинские и армянские песни. Несмотря на то, что музыканты даже не участвовали в съёмках, им вменили в вину незаконное получение нетрудовых доходов. Данелия, чтобы уладить недоразумение, отправил в адрес руководства гостиницы письмо, в котором указал, что исполнение песен за деньги — это художественный вымысел создателей фильма, не имеющий отношения к действительности.

### Зарубежные эпизоды

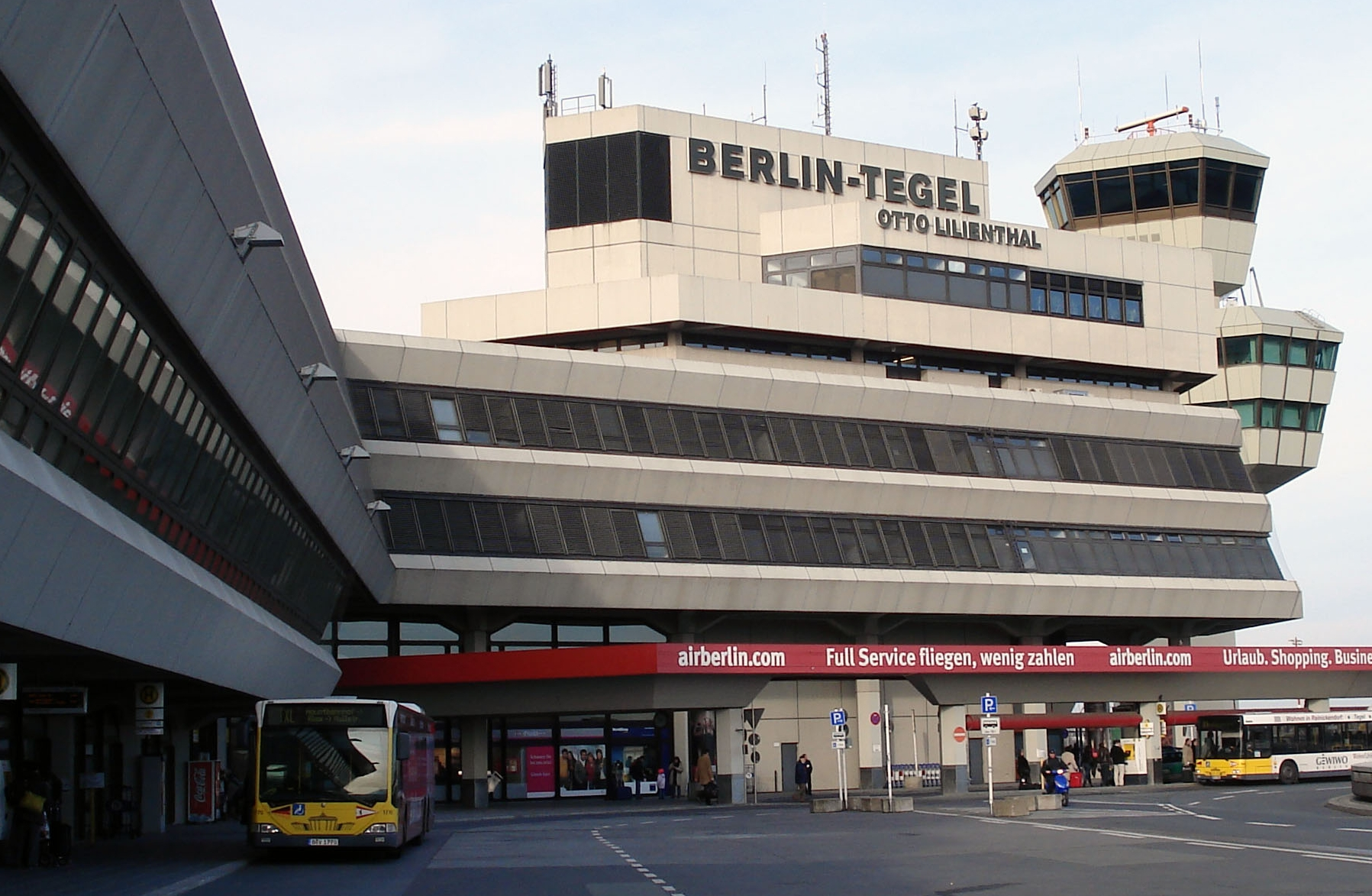
Аэропорт Тегель

По замыслу сценаристов, часть действия картины должна была проходить в Америке — именно там главному герою предстояло особенно остро почувствовать тоску по родной горной деревне. Однако съёмки за океаном оказались для «Мосфильма» слишком затратными, поэтому «зарубежные» сцены перенесли в Западную Германию. Бюджет для заграничной поездки, выделенный студией, был весьма скромным, и киногруппа существовала в режиме максимальной экономии. Создатели ленты, жившие в ГДР, ежедневно пересекали границу, работали на объектах Западного Берлина, а затем возвращались обратно.
Из-за того, что количество лиц, получивших разрешение на переход из восточной части города в западную, было ограниченным, к съёмкам порой вместо профессиональных актёров привлекались члены киногруппы, Так, в сцене, показывающей встречу Мимино с советским экипажем в немецком аэропорту, снялся оператор картины Анатолий Петрицкий, для которого была специально сшита аэрофлотовская форма. На несколько секунд мелькнул в кадре и Георгий Данелия, сыгравший эпизодическую роль командира экипажа, направляющегося вместе с коллегами в здание другого аэропорта — Внуковского.
Осенью 1978 года немецкий еженедельник Der Spiegel опубликовал заметку «Мечты о будущем?», посвящённую показу «Мимино» по телевидению ГДР (7 сентября 1978 года). В ней отмечалось, что аэропорт Тегель представлен в картине как место посадки Ту-144, хотя советские самолёты в ту пору не летали в Западный Берлин. В публикации (со ссылкой на восточногерманский журнал FF dabei) цитировались слова режиссёра о том, что, хотя действие разворачивается в реальных местах, он хотел бы, чтобы зрители восприняли фильм как полусказку.

## Сдача фильма. Фестивали. Награды
В июне 1977 года состоялось предварительное заседание худсовета «Мосфильма», в ходе которого обсуждалась новая работа Данелии. В целом лента получила положительные отзывы, хотя отдельные сюжетные линии вызвали недовольство у коллег режиссёра. К примеру, худсовет рекомендовал переснять гостиничный эпизод с участием Леонида Куравлёва, сыгравшего роль «настоящего» Хачикяна, — в сохранившейся стенограмме указано, что эта сцена «выбивается из стилистики представленного группой материала, могла бы быть более интересной и содержательной». В то же время в заключении, подписанном исполняющим обязанности художественного руководителя объединения Юрием Чулюкиным, отмечалось, что картину «Мимино» отличает «тонкая, изобретательная режиссура, интересное изобразительное решение».
Судьба картины вызвала интерес исследователей в связи с тем, что лента, ещё не имевшая прокатного удостоверения, была представлена на X Московском международном кинофестивале, открывшемся 7 июля 1977 года. По замечанию киноведа Сергея Кудрявцева, обычно советским фильмам, выдвинутым на участие в подобных мероприятиях, необходимо было предварительно пройти через процедуру официальной сдачи в Госкино. Однако в истории с «Мимино», как и более поздней «Вассой» Глеба Панфилова, привычный порядок оказался нарушен.
Самому Данелии участие в Московском фестивале принесло дополнительные проблемы, потому что накануне кинофорума министр кинематографии СССР Филипп Ермаш настойчиво попросил вырезать из картины сцену разговора Валико с Тель-Авивом, обосновывая своё предложение тем, что «нет у нас с Израилем дипломатических отношений». После непростых переговоров режиссёр пошёл на компромисс: он согласился подготовить усечённую фестивальную копию при условии, что в прокат выйдет полная версия. Фильм «Мимино» получил один из трёх главных призов и был тепло встречен зрителями. Только профессионалы могли во время просмотра заметить монтажные неувязки в сцене, когда после покупки крокодила Валико движется из города в аэропорт пешком. За кадром осталась сценарная мотивировка: герой, потративший все деньги на разговор с собеседником из Тель-Авива, не имел возможности взять такси или добраться на общественном транспорте.
В октябре 1977 года, во время показа «Мимино» в московском Доме литераторов, Данелия обнаружил, что из полутора тысяч напечатанных полных копий к киномеханику попала именно фестивальная версия с вырезанным телефонным эпизодом, в котором, по словам Неи Зоркой, содержался «ключ к пониманию» ленты. После сеанса режиссёр, считавший, что без этого эпизода «фильма нет», выкупил у механика за 150 рублей единственный усечённый вариант картины и, вернувшись домой, разрезал плёнку «на мелкие кусочки».
На итоговом заседании худсовета, состоявшемся 31 августа 1977 года, нареканий к картине — победителю международного кинофестиваля — почти не было. Данелия, выслушав отзывы коллег, заметил в ответном слове, что «иногда фильмы появляются спонтанно», а также поблагодарил студию за возможность запуститься в производство по заявке, которая была «совсем на другой сценарий». 11 октября 1977 года решением коллегии Госкино СССР картине была присвоена первая группа оплаты; премьера фильма на широком экране состоялась 27 марта 1978 года. В течение 1978 года «Мимино» посмотрели 24,4 миллиона советских зрителей (17-е место в прокате). В мае того же года на XI Всесоюзном кинофестивале, проходившем в Ереване, лента была удостоена приза за лучший комедийный фильм. За работу над «Мимино» Георгий Данелия, Вахтанг Кикабидзе и Фрунзик Мкртчян получили Государственную премию СССР в области литературы, искусства и архитектуры (1978). В этом же году список наград пополнился призом «Золотой Лачено» (XIX Международный кинофестиваль в Авеллино).

## Персонажи

### Мимино
- Аллё!.. Ларису Ивановну хочу.

Валико Мизандари (Мимино)

- Восемь было. Один баран куда делся? — А себя ты посчитал? — Нет. — Так восемь — это вместе с тобой было.
- Умер. Кончилось кино!
- Если его где-нибудь встретишь, не убивай. Очень тебя прошу. Знаешь, какое сейчас время… Не так поймут.
- Ты куда звонишь? — Как куда! В Телави. — Тебе перепутали. Это Тель-Авив!
- Сдачи не надо.
- Спасибо, я пешком постою.
- Что она хочет? — Ничего не хочет. Танцует.
- Это Валико! Валико, который Мимино…

Перед съёмками фильма Данелия объяснил Вахтангу Кикабидзе, что мечтает снять картину, которая «внутренним пафосом» напоминала бы роман Ремарка «Три товарища». Поначалу актёр, уже ознакомившийся со сценарием, воспринял желание режиссёра с некоторым недоверием; позже он признал, что в итоге получился фильм, в основе которого — «атмосфера бескорыстного человеческого братства», совпадающая по настроению с жизненной средой, запечатлённой в произведении немецкого писателя.
Герой Вахтанга Кикабидзе «не велеречив» (определение киноведа Александра Трошина), в диалогах зачастую лаконичен. К примеру, отвечая на вопрос о том, хорошо ли сейчас в горах, Мимино уклончиво пожимает плечами: «Ничего особенного». Когда Рубик спрашивает соседа про содержание песни «Чито-гврито», Валико вновь демонстрирует немногословие: «Птичка, птичка-невеличка, в общем — ничего». Столь же сдержан герой во время беседы с адвокатом в Бутырской тюрьме и в сцене суда. Взаимоотношения между Мимино и Папишвили, обманувшим сестру героя, — тема центральной новеллы московской части фильма, и в ней проявляется, по словам Трошина, «нравственная чуткость» Валико, который под угрозой лишения свободы отказывается открывать истинную причину конфликта с потерпевшим. В Валико присутствует природное, глубинное понимание, что «иные вещи человек, если он человек, должен делать, но не должен выставлять их наружу, обязан нести их в себе, один».
По мнению киноведа Неи Зоркой, «Мимино» — это фильм не о том, как можно сделать карьеру, а о том, как не потерять самого себя. Сначала зритель видит, как труженик «малой авиации» Мимино, обслуживающий потребности жителей горных деревень, транспортирует на своём Ми-2 то корову, то голландских кур, то баранов. Затем в его судьбе происходят радикальные перемены — и на экране появляется «процветающий Сокол», сменивший старенькую куртку вертолётчика на униформу пилота международных авиалиний. Именно на этом этапе, когда перед Валико открываются большие возможности, в том числе в личной жизни, он осознаёт, что родной горный край не отпускает его, держит сильнее, чем цепь, которой племянник Варлаам привязал его вертолёт. Задаваясь вопросом о том, относится ли герой картины к разряду чудаков, Зоркая отмечала: нельзя оценивать поведение Мимино с точки зрения бытовой меркантильности. Чтобы понять душевные метания Валико, нужно признать, что далеко не всё в жизни можно измерить «рублём, карьерой, вещным благополучием». Почти о том же самом говорил перед премьерой картины Данелия, который, разъясняя суть фильма, задавал аудитории риторические вопросы: «О чём это? Может быть, о человеке, который сумел вернуться к самому себе?».

Нужно взглянуть на положение вещей с высоты зелёных гор, над которыми трудолюбиво кружит Мимино. Надо видеть мальчишек, мчащихся к нему навстречу, зайти в сельский дом, заглянуть в глаза старика, девушки, ребёнка… Надо увидеть, почувствовать землю людей, которую и Сент-Экзюпери открывал для себя с борта маленького почтового самолёта.— Нея Зоркая

### Рубик Хачикян

Рубик Хачикян

- Какой нормальный человек в Москву без денег едет! Ну пошёл в ресторан, туда-сюда, закусил… и кончились.
- [Люстру] разбил, зачем буду отрицать. Когда мы пошли домой, он случайно стулом зацепил.
- Слушай, я русский язык нехорошо знаю.
- Товарищ! Пусть подругу возьмёт, подругу!
- Ты в зоопарке был? Там верблюд видел, верблюд?
- Я ему напишу: «Здравствуй Валик-джан!» А он скажет: «Вах! Как меня нашёл, откуда?» И ему будет приятно.

Фрунзик Мкртчян, попавший в картину «по воле жребия», не только создал на экране колоритный образ водителя из Дилижана, но и привнёс в фильм собственные находки. По воспоминаниям Данелии, в перерывах между натурными съёмками, проводившимися зимой в центре Москвы, режиссёр привозил Кикабидзе и Мкртчяна к себе домой, чтобы артисты могли пообедать и согреться. Обеды порой превращались в своеобразный бенефис Фрунзика, который, импровизируя, придумывал разные варианты развития той или иной сцены. Так, именно Мкртчян предложил включить дополнение в эпизод с самосвалом, «пропавшим» в одном из дворов после посещения героями Большого театра. По задумке актёра, в кадре появляется прохожий, к которому обращается охраняющий улики Рубик: «Друг, как брата прошу, не подходи! Сюда нельзя! Здесь следы!» Детали этой сцены были сочинены за обедом, а роль прохожего досталась Виктору Крючкову, входившему в подъезд Данелии в тот момент, когда режиссёр и актёры покидали квартиру.
Многие афористичные реплики Рубика Хачикяна, отсутствовавшие в сценарии, появились в картине благодаря экспромтам Мкртчяна во время съёмок. Среди них — «Я так думаю», «Я вам один умный вещь скажу, только вы не обижайтесь», «Я сейчас так хохотался», «Мой знакомый друг», «Вы почему кефир не кушаете? Что — не любите?», «Когда мне будет приятно, я так довезу, что тебе тоже будет приятно». По сценарию, Рубик, сравнивая Валико и Ларису Ивановну, должен был сказать: «Ты и она — не две пары сапогов». Артист в процессе работы непроизвольно изменил текст, и в фильм вошла фраза: «Ты и она — не две пары в сапоге».
«Мимино», как и некоторые другие картины Данелии, по структуре представляет собой череду коротких завершённых эпизодов, своеобразных мини-новелл, каждая из которых работает на дальнейшее развитие действия. Исключением является достаточно подробно снятая сцена в суде, где «солирует» дающий показания Рубик Хачикян, с искренней наивностью пытающийся помочь другу: «Как не испытывал? Всегда говорил: „Такую личную неприязнь к потерпевшему испытываю — кушать не могу“». По словам киноведа Евгения Новицкого, потешность реплик, произносимых Мкртчяном, усиливается за счёт неповторимого интонирования актёра и его умения держать паузу. К примеру, свидетельские показания Рубика о попытке Валико сломать в туалете дверь, за которой скрылся Папишвили, звучат так: «Он постучал в дверь и сказал, что тоже хочет. Такие вопросы задаёте, что неудобно отвечать… Даже». Последнее слово, произнесённое после паузы, производит на зрителей «наиболее убойный эффект», отмечал Новицкий.
После показа «Мимино» на Московском кинофестивале сразу несколько рецензентов использовали — применительно к героям картины — имена литературных персонажей из романа Сервантеса. По замечанию Александра Трошина, если к Валико с его «рыцарством, добротой и печалью» идут нити от Дон Кихота, то «наивный и сметливый, щедрый и лукавый» Рубик во многом напоминает Санчо Пансу. Выступление Хачикяна в суде Трошин назвал театром одного актёра, отметив в то же время, что умение лицедействовать водитель из Дилижана демонстрирует на протяжении всей ленты. Он то вынужденно изображает профессора-эндокринолога, произнося с академическими интонациями при встрече с «настоящим» Хачикяном: «Здравствуйте! Заходите»; то в ресторане с чувством «оскорблённого достоинства» начинает соревноваться с соседом в щедрости, заказывая в свою честь музыкальный номер. Игра Вахтанга Кикабидзе на фоне динамичной эмоциональности Мкртчяна выглядит «немного суше»; это объясняется тем, что Мимино — герой лирический, тогда как Рубик — острохарактерный. Однако именно соединение разных качеств персонажей создаёт ощущение «пульсирующей жизни».
Как рассказывал Данелия, изначально сценаристы планировали, что Хачикян будет водителем из Ленинакана. Однако Гия Канчели, часто работавший над музыкальными произведениями в дилижанском Доме композиторов, попросил режиссёра «поселить» Рубика в Дилижане. В ходе обсуждения Канчели отдал режиссёру свою куртку («На! Вымогатель!»); Данелия в качестве ответного жеста согласился изменить название города.

### Другие персонажи

Лариса Ивановна Комарова

Роль сестры Валико сыграла Зейнаб Боцвадзе. Рассказывая о присущем актрисе «чувстве правды», Данелия упомянул про эпизод, во время которого Мимино, собравшийся лететь в Москву, прощается с родными и садится в вертолёт. Племянник Валико Варлаам, услышав слова деда, что «он не вернётся», на глазах матери привязывает вертолёт цепью и запирает на замок. Часть кадров была уже отснята, когда Зейнаб Боцвадзе сообщила режиссёру, что по житейской логике её героиня не может безучастно наблюдать за этой ситуацией. По словам актрисы, деревенская женщина Като, не имеющая знаний о прочности цепи и мощности вертолёта, должна была предупредить брата о возможной аварии. Аргументы Зейнаб показались Данелии убедительными, и он переснял сцену таким образом, что Варлаам заковывает Ми-2 в тот момент, когда Като и дед отходят от вертолёта и не замечают действий мальчика.
Эпизоды с участием молодого адвоката (Марина Дюжева) имеют отсылку к биографии Ланы — дочери Георгия Данелии, которая рассказывала отцу о первой в своей практике встрече с подзащитным в стенах Бутырской тюрьмы. Режиссёр не только воспроизвёл в картине обстоятельства дела, в рамках которого его дочь — выпускница юридического факультета — впервые выступила в качестве защитника, но даже дал героине фильма реальные имя и отчество прототипа: Светлана Георгиевна. На фоне судьи и прокурора героиня Дюжевой выглядит юной и неискушённой участницей процесса, и Рубик оценивает возможности адвоката словами «Она же девочка ещё, ей бы в куклы играть». Отсутствие опыта, однако, не мешает Светлане Георгиевне глубоко вникнуть в историю взаимоотношений подсудимого и потерпевшего и добиться для Валико смягчения приговора. В собственной неискушённости признавалась впоследствии и Марина Дюжева, которую в 1978 году удивила реакция зрителей на выход «Мимино»: «Я не поняла, почему такой ажиотаж вокруг него… Я подумала: ну, простенький, обыкновенный фильм. Я была слишком молода, и у меня не хватало жизненного опыта, и конечно, я не знала „будущей истории“ своего государства».
Экранное присутствие Ларисы Ивановны в структуре картины невелико, однако именно героиня Елены Прокловой во многом определяет развитие сюжета. Первая встреча Валико с Комаровой происходит на аэродроме в Тбилиси и влияет на жизненный настрой героя: он решает вернуться в большую авиацию. Пребывание Мимино в Москве проходит фактически «под знаком» обаятельной стюардессы. Едва заселившись в гостинице, герой находит в справочнике нужный номер и сообщает в трубку: «Ларису Ивановну хочу!» (никакого фривольно-эротического подтекста, по уточнению исследователей, в этой фразе нет — она представляет собой вариант грузинского телефонного общения).
Ряд дальнейших событий — заказанный героем «размашистый» ужин в ресторане, прогулки с цветами по городу, посещение спектакля в Большом театре — также имеет отношение к Ларисе Ивановне, младшая сестра которой просто разыгрывает влюблённого лётчика. Рубик, пытаясь утешить товарища, даёт свои оценки стюардессе — указывая на манекен «блондинки», выставленный в магазинной витрине, Хачикян замечает: «Возьми кошку, опусти в воду, вынь — и такая же худая». Позже, когда герои на самосвале покидают город, вновь возникает тема Ларисы Ивановны. Узнав, что она работает стюардессой, Рубик невольно задевает самолюбие друга фразой: «Если женщина каждый день артистов видит, академиков видит, космонавтов видит, Иштояна видит… Ты кто такой для неё?» После этих слов Валико решает остаться в Москве.
Образ Кукуша — хозяина мастерской по пошиву головных уборов, роль которого исполнил Ипполит Хвичиа, — замышлялся сценаристами более многогранным, чем получилось в итоговой редакции фильма. Кепочник из Телави, которому находящийся в Западном Берлине Валико пытается передать по телефону информацию для Рубика, должен был стать участником одного из финальных эпизодов. Согласно сценарию, Исаак из Тель-Авива, записав во время диалога с Мимино дилижанский номер Хачикяна, позвонил Кукушу. Тот, испугавшись, отказался разговаривать с Тель-Авивом: «Нету меня, нету! Переучёт!» По словам Данелии, в этой сцене Хвичиа сыграл запаниковавшего кепочника с таким эмоциональным комизмом, что при просмотре рабочих материалов в зале «стоял хохот». Однако этот фрагмент, как и другие кадры, связанные с Тель-Авивом, был вырезан из фестивальной копии; в окончательную версию он так и не вернулся.
На небольшую роль горца Петре, ожидающего посадки в вертолёт, Данелия пригласил Борислава Брондукова, которого снимал в фильме «Афоня» (там артист играл алкоголика Федула). В «Мимино» актёру был предложен полновесный эпизод. Согласно сценарию, Петре и другие пассажиры взвешивают перед вылетом мешки с сыром. Когда выявляется перевес в двадцать килограммов, старший из горцев объявляет, что Петре останется на земле. Герой Брондукова «стоял в стороне и грустно смотрел на отъезжающих. Он собрался в город и был во всём парадном: в каракулевой папахе, новом ватнике, в галифе и в новых калошах». Валико, пожалев незадачливого пассажира, всё-таки разрешает ему сесть в вертолёт, но Петре, обидевшись на резкий окрик пилота («Эй! Не кури! Взорвёмся!»), сам отказывается от поездки. При монтаже почти весь эпизод с несостоявшимся полётом Петре оказался вырезан, и герой Брондукова появился в кадре лишь на несколько секунд на дальнем плане.
Когда, согласно сценарию, возле здания суда появляется «симпатичный молодой человек в дублёнке» и наручниках, создатели фильма сразу определили, что осуждённого с «хорошими глазами» сыграет Савелий Крамаров. По воспоминаниям режиссёра, в жизни Крамаров ничем не напоминал своих героев: он не выпивал, отличался дисциплинированностью и на съёмки приходил подготовленным. Однако сам типаж актёра вызывал сомнения у чиновников от кинематографа. На их попытки удалить сцену с участием Савелия из «Мимино» режиссёр ответил, что «Крамарова там не пирожными кормят, а в „воронке“ в исправительную колонию увозят». В итоге эпизод с короткой репликой его персонажа («Извини, генацвале, лет через пять помогу!») сохранился в картине.

## Художественные особенности

### Жанровое своеобразие
На афишах 1978 года фильм «Мимино» был представлен как кинокомедия (иногда — музыкальная комедия). Однако некоторые исследователи, анализировавшие новую работу Данелии, признали, что его картина, вероятно, не укладывается в узкие рамки конкретного жанра. Так, кинодраматург Алексей Каплер писал, что затрудняется с жанровым определением ленты, потому что в ней «много комедийных ситуаций, но в то же время есть сцены иного плана». Более однозначно высказался в этом смысле киновед Александр Трошин, который счёл, что создатели «Мимино» сняли современную притчу, базирующуюся на «древнем мотиве странствий». К числу притчевых признаков, по мнению Трошина, относится и сравнительно простая фабула с заданным направлением, и некоторая условность характера главного героя, и закольцованность сюжета, в котором происходит возвращение персонажа к его истокам — «мысленное или действительное, это пока что неважно».
Сюжет «Мимино», как и любой притчи, с одной стороны — предельно конкретен, с другой — универсален; истории такого рода применимы «к тысячам случаев во все времена и у всех народов», утверждал Трошин. Так называемый «обобщающий момент» в картине Данелии задаётся уже во время начальных титров — речь идёт о песне, исполняемой Кикабидзе и содержащей вечный вопрос человечества: «Чего мы ищем?». Для того чтобы показать постоянные поиски человеком самого себя, Данелия пригласил в соавторы Резо Габриадзе, в сценариях которого обнаруживается тяготение к притчевым, сказовым сюжетам. Профессия лётчика, выбранная создателями ленты для главного героя, также идеальна для современной притчи: она позволяет сверху, с высоты, «оглядеть разом всю землю и всю нашу жизнь».
При этом замысел режиссёра, оказавшегося между притчей и жизнью, порой выглядит разорванным. Одной из точек разрыва является развязка в зале суда, где после яркого выступления Рубика выявляются истинные мотивы «личной неприязни» Валико к Папишвили — по мнению Трошина, «морализаторство, выступившее на первый план, обеднило авторскую задачу». Вторая точка разрыва связана с Волоховым — их случайная встреча с Мимино мотивирована с точки зрения притчи, но не слишком убедительна с точки зрения жизни. Своеобразной компенсацией за эти «скомканные схемы» является разговор героя с Исааком из Тель-Авива. Здесь, по версии Трошина, анекдотическая, на первый взгляд, путаница превращается в «обобщённую мысль о людях, потерявших точку опоры», а полусказочная интрига — в «притчевую параболу».
Мнение Алексея Каплера относительно жанрового своеобразия картины выглядит не столь определённым — по его признанию, прежде он не слышал о притчах с комическим уклоном: «Но… не будем считать жанровые признаки чем-то железобетонным, всё на свете меняется, почему бы не измениться и им, признакам жанра?» В свою очередь, Данелия пояснял, что он никогда не пытался воспроизводить на экране «жизнь как она есть»: «Мне хотелось снять сказку, вернее, полусказку…»

### Структура фильма
Картина состоит из трёх частей (некоторые исследователи называют их главами), каждая из которых обладает собственной стилистикой. Первая, условно именуемая «Земля Мимино» и открывающаяся горной панорамой, содержит минимум драматургии — в ней мало событий, и повседневная жизнь Валико представлена эскизно — в виде коротких жанровых зарисовок. Герой решает чьи-то проблемы, обращается с просьбами к кепочнику Кукушу, помогает старушке перевезти в город корову, которую в деревне никто не купит. На экране штрихами воспроизводятся и обыденные заботы людей, и их невинное плутовство, окрашенное «обаянием достоверности». В этот же бытовой ряд входит просмотр фильма «Разбитое сердце», сопровождаемый переводом и комментариями Мимино. По замечанию Александра Трошина, включение этой стилизации с современной Шахерезадой в первую главу призвано показать эмоциональную открытость горцев, которые воспринимают киноисторию с «восхитительным простодушием».

Событий же нет. Но слияние с этим человеческим миром, миром простоты и естественности, человеческой правдивости, — само по себе событие.— Александр Трошин
Московская глава, в отличие от грузинской, эклектична. Она состоит из ряда юмористических, иронических, лирических новелл, имеющих собственные интерьеры, сюжеты и интонации. Эта вереница маленьких историй, во-первых, создаёт повод для показа приключений героя в незнакомой среде, во-вторых, позволяет проявить себя самым разным персонажам, включённым в действие. В этой главе появляются образы-знаки. К примеру, Лариса Ивановна, впечатлившая Мимино в момент первой встречи плакатной аэрофлотовской улыбкой, — это, по мнению Александра Трошина, не столько героиня, сколько явление («Другого от талантливой актрисы здесь не потребовалось, <…> она всё же знак, не больше»). Подключив к событиям Владимира Басова в роли оперного певца и Леонида Куравлёва, единственная реплика которого произносится на армянском языке, режиссёр создал «эффект буффонады» за счёт несовпадения узнаваемого актёрского типажа с новым, неожиданным образом. При этом некоторые сцены, по мнению Трошина, были введены в сюжет исключительно ради забавы. К ним кинокритик отнёс, к примеру, ситуацию с пропавшим КрАЗом Рубика, назвав этот эпизод историей «ни о чём».
В морозной Москве Мимино, пребывающий в смятенном состоянии, далеко не всегда напоминает сокола, однако в третьей части картины герой снова «равен прозвищу». Все его желания исполняются: он видит большой мир и вновь встречает Ларису Ивановну. Однако во время пребывания за границей (в неназванной стране, по уточнению Трошина) Валико тратит деньги не на собственные нужды, а на покупку зелёного крокодила для живущего в Дилижане Альбертика Хачикяна и на звонок в Телави (обернувшийся в итоге разговором с Тель-Авивом). В этой главе сюжет закольцовывается: после нервного диалога между Мимино и стюардессой Катей внезапно возникает знакомая зрителям по первой главе панорама гор с маленьким вертолётом, частично повторяются начальные кадры, вновь звучит песня «Чито-гврито», но в ней слышится уже иная интонация — «ликование, обострённое ностальгией».

### Стилистика и поэтика
Анализируя стилистическую выразительность «Мимино», кинокритик Юрий Богомолов отмечал, что по своей поэтике картина Данелии близка к стихотворному произведению. При этом интрига в ленте организована таким образом, что между включёнными в сюжет небольшими новеллами не существует жёсткой причинно-следственной зависимости; эпизоды связаны, скорее, ассоциативно — «они не вытекают друг из друга, они вторят друг другу, рифмуются друг с другом». Это относится не только к конкретным мини-историям, но и к задействованным в них эпизодическим персонажам, которые, в полной мере выполнив свою задачу, исчезают и больше на экране не появляются: «Остаётся мелодия настроения, мелодия мироощущения». В этом смысле важна роль Лали: Мимино ценит её тихую преданность, однако негромкая мелодия, наигрываемая в пустом классе деревенской учительницей, навевает герою грёзы о Ларисе Ивановне и фактически определяет неотвратимость его решения отправиться в другую жизнь.
Валико, по словам Богомолова, — это лирический герой, который, родившись и сформировавшись в среде, где существует «душевная расположенность к миру», вынужден пройти через череду испытаний в непонятной ему атмосфере, принять или не принять иной жизненный уклад. Интерес зрителей к судьбе Мимино во многом обусловлен авторской позицией: создатели картины не дистанцируются от своего главного персонажа — они привносят в ленту «доброе, трогательное, богатое оттенками отношение» ко всем курьёзным и драматическим событиям, в которые попадает герой Вахтанга Кикабидзе. Благодаря поэтической структуре фильма во время просмотра возникает «эффект отождествления», когда «зритель сам проигрывает отношения автора с лирическим героем и до известной степени сам испытывается на душевную раскованность, естественность и внутреннюю свободу».

## Музыка и песни
Изначально Данелия планировал максимально полно использовать в картине вокальные возможности Вахтанга Кикабидзе, и в сценарий было включено несколько музыкальных номеров с участием артиста. Однако когда начались съёмки в Омало, сцена с поющим Мимино начала пробуксовывать. Кикабидзе объяснил режиссёру, что малоречивый, не склонный к проявлению открытых эмоций герой не может петь, шагая по горной деревне: это противоречит его характеру. Данелия признал правоту актёра и вычеркнул вставные музыкальные номера из сценария. В фильме остались две песни, исполняемые Вахтангом Кикабидзе за кадром: «Чито-гврито, чито-маргалито» (груз. ჩიტო, გვრიტო, ჩიტო-მარგალიტო — «птичка, птичка-невеличка»; «гврити» გვრიტი — горлица; «маргалити» მარგალიტი — жемчуг; дословный перевод — «птичка-жемчужинка») на стихи Петра Грузинского и «Приходит день, уходит день» на слова Роберта Рождественского .
Автором музыки к обеим песням является Гия Канчели, ранее создавший композиции к фильму Данелии «Не горюй!». Впоследствии, рассказывая в одном из интервью о сотрудничестве с разными режиссёрами, Канчели полушутя заметил, что если совместную работу с Робертом Стуруа можно сравнить с отдыхом в хорошем санатории, то взаимодействие с Данелией — с «отбыванием срока в колонии строгого режима»: «А ещё я думаю, что познать труд настоящего мастера можно лишь с таким человеком, как Данелия». По словам композитора, самокритичность режиссёра «граничит с самобичеванием», поэтому он, отшлифовывая каждую деталь в картине, мог при монтаже удалить выигрышные кадры или попросить заново написать музыкальный фон.
Перед съёмками «Мимино» режиссёр предложил Канчели написать песню, совпадающую по настроению с Yesterday Джона Леннона и Пола Маккартни. При этом Данелия хотел, чтобы общая интонация композиции напоминала не столько классическую версию группы The Beatles, сколько вариант, представленный американским эстрадным соул-певцом Рэем Чарльзом, исполнительская манера которого близка вокалу Кикабидзе. Как отмечал киновед Евгений Новицкий, влияние ливерпульского квартета практически не обнаруживается в «Чито-гврито», зато улавливается в песне, открывающей картину и звучащей на фоне начальных титров: «Приходит день, уходит день — / Один из тыщи. / Чего мы ждём, о чём грустим, / Чего мы ищем?».
Герой Владимира Басова в сцене перед приходом к нему Мимино насвистывает мотив песни «Марусенька», которая также звучит во многих других фильмах Георгия Данелии.

## Отзывы и рецензии
Первые рецензии о фильме «Мимино» появились в прессе летом 1977 года — по окончании работы X Московского международного кинофестиваля. 20 июля в «Литературной газете» вышла статья киноведа Андрея Зоркого «Мимино — по-грузински Сокол». Автор публикации отметил тёплый приём картины фестивальной аудиторией, а также дал обоснование поступкам героя, для которого тяга к родным местам, близким людям и маленькому вертолёту оказалась сильнее желания стать «респектабельным шкипером воздушного корабля, курсирующего над всей планетой». В тот же день вышел в свет номер «Недели» с рецензией Н. Георгиевой «Те, кого радостно встретить», в которой оценивалась работа создателей картины. Георгиева рассказала, что перед показом ленты Данелия, отвечая на вопросы кинокритиков, назвал свою киноисторию сказкой или полусказкой. По словам рецензента, главный герой картины действительно близок фольклорному персонажу: в жизни он — Валико-Валентин, а в сказочном пространстве — Мимино-Сокол. Преодолев препятствия, герой добился того, к чему стремилась его душа, а «кончил так, как кончают не только сказочные персонажи, но и хорошие люди. Остался верен себе и тем, кто его ждал и любил».
В последующие месяцы весьма обстоятельные материалы, посвящённые фильму, появились и в советских журналах. В декабре 1977 года «Искусство кино» опубликовало статью киноведа Александра Трошина «Между небом и землёй», в которой рассматривалась притчевая фабула картины, сравнивались грузинская и московская части ленты (первая — подчёркнуто безыскусная, обаятельно-достоверная, ровная по стилистике; вторая представляет собой вереницу новелл с собственными интонациями), отмечалось, что в «Мимино» присутствует тот же «плутовской дух», что и в снятом ранее Данелией комедийно-драматическом фильме «Не горюй!».
Анализ стилевых особенностей картины был дан в статье критика Юрия Богомолова «Тавтология и иносказание» («Искусство кино», 1978, № 2). По мнению Богомолова, поэтика «Мимино» во многом зависит от позиции автора, которая «вводится в сюжет, в конструкцию» и влияет на зрительское восприятие ленты (при этом Богомолов оставил за скобками фамилию условного «автора», не указав, имеет ли он в виду режиссёра или сценаристов). Кроме того, кинокритик сравнил драматургическую канву «Афони» — предыдущего фильма Данелии — со сценарным материалом «Мимино», отметив, что сходство между картинами ограничивается общей структурой фабулы, «события которой мотивированы движением главного героя». При этом лирическая тема «всеобщей коммуникабельности», возникшая в «Афоне» благодаря реплике штукатура Коли, стала доминирующей в фильме «Мимино».
В заметках кинодраматурга Алексея Каплера («Советский экран», 1978, № 8) содержались воспоминания о том, как он, будучи руководителем творческой мастерской Высших курсов сценаристов и режиссёров, взял «под крыло» слушателя Резо Габриадзе, который находился на грани отчисления «из-за профнепригодности». Анализируя фильм «Мимино», Каплер отметил, что грузины, рассказывая о себе и близких людях, окрашивают эти истории тонкой иронией, поэтому о картинах, к которым имеют отношение Данелия и Габриадзе, размышлять «хочется с юмором, с улыбкой. Как о людях, полюбившихся тебе…».
Особого внимания рецензентов удостоился финал «Мимино». По словам Александра Трошина, во время фестивального просмотра картины, когда «внезапно, от какого-то толчка» возникают заключительные кадры с маленьким вертолётом и бегущими к нему мальчишками, зрители в зале делали «успокаивающий вывод»: «Валико вернулся…» Мнение зрителей разделяла киновед Нея Зоркая, которая писала, что «едва вкусив пьянящего ветра странствий, киногерой бросает белоснежный лайнер, чтоб вернуться в горы». Сам Данелия, излагая спустя годы сюжет фильма в книге воспоминаний, также писал, что Мимино «возвращается в деревню, где он нужен отцу, сестре, племяннику, своей собаке Зарбазану и всем, всем, всем». В свою очередь, Трошин выразил сожаление, что концовка картины-притчи трактуется порой слишком прямолинейно и воспринимается «столь однозначно».

Цепь вертолёта Мимино оказалась не метафорой внутренней привязанности героя к своей земле (как она читалась вначале), не образной формулой, охватывающей разнообразные, подчас очень сложные явления жизни, а просто знаком счастливой развязки в истории Валико. Что ж, за героя мы, безусловно, рады. Но у фильма хватило бы дыхания на иное, далёкое от однозначности решение.— Александр Трошин

## Актуальность

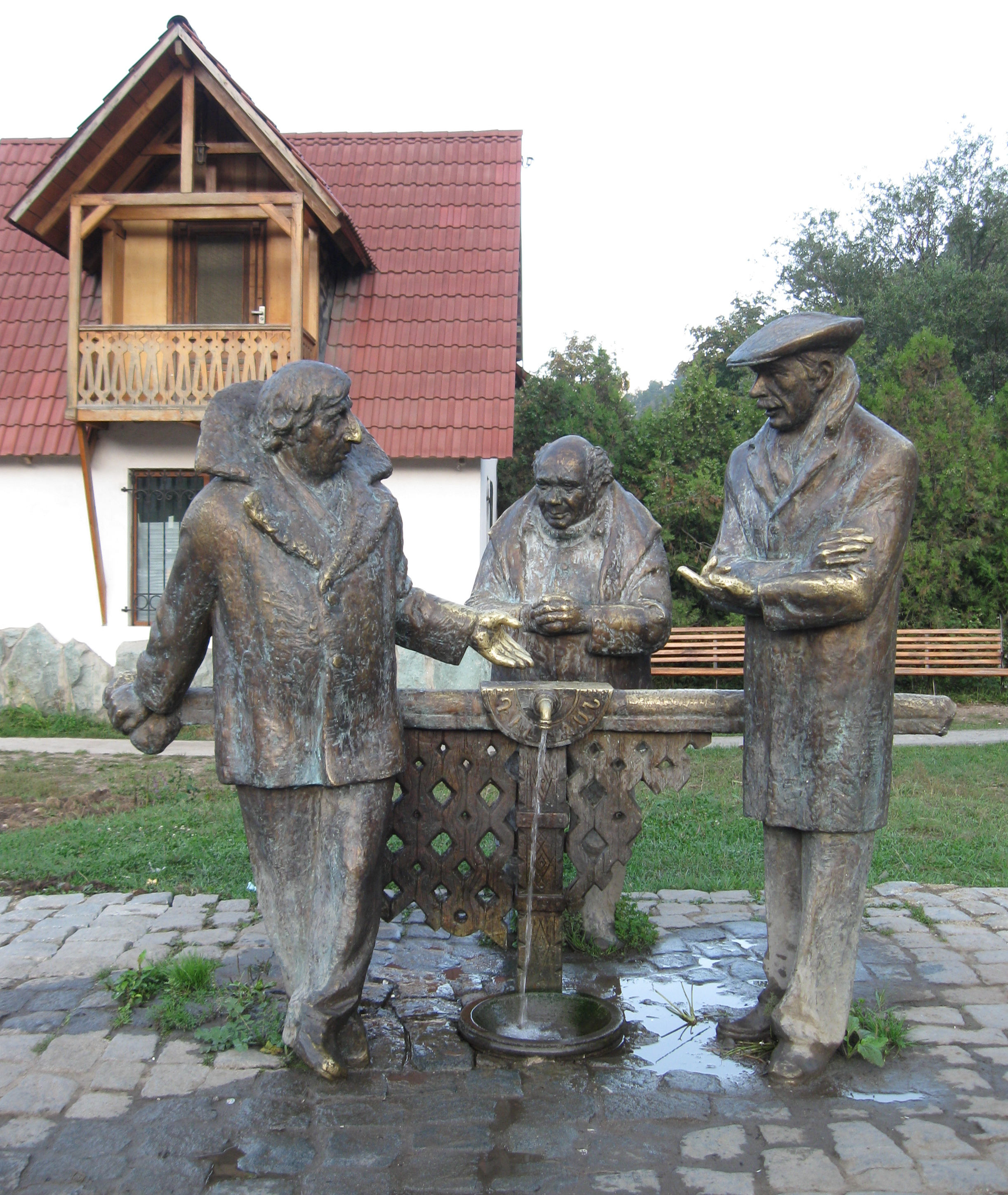
Памятник героям фильма в Дилижане

Свидетельством того, что в XXI веке фильм продолжает оказывать определённое влияние на жизнь общества, являются не только крылатые выражения, «порождённые» картиной Данелии и пополнившие современный лексикон, но и использование названия ленты и реплик героев для создания рекламных образов, воздействующих на соответствующую целевую аудиторию в разных сферах. Так, в Москве открыта сеть ресторанов грузинской кухни «Мимино», в меню которой включён одноимённый салат с мясом, баклажанами и перцем. Предприятия общепита с тем же названием работают и в ряде других городов. Неподалёку от московского Дома кино расположен ресторан, на вывеске которого зафиксирована реплика из картины: «Я так думаю». В Санкт-Петербурге существуют рестораны сети «Чито-гврито». На Украине создана рок-группа «Я так думаю».
В 2006 году в Москве решался вопрос об установке памятника героям картины — Мимино, Рубику и Волохову; предполагалось, что композиция будет размещена в районе Чистых прудов, неподалёку от дома, где жил Георгий Данелия. По решению комиссии по культуре Московской городской думы идея была отклонена в связи с тем, что данная территория «и так перенасыщена памятниками». В результате в 2011 году бронзовые фигуры персонажей и режиссёра фильма (работа Зураба Церетели) «переехали» в Тбилиси.
В 2011 году памятник героям фильма и режиссёру был установлен в Дилижане (фигуры Валико, Рубика и Волохова; скульптор Армен Вартанян). В 2019 году памятник Валико Мизандари работы скульптора Сергея Возисова был открыт в Минском парке Дружбы народов. В городе Телави, на месте аэродрома, где снимался ряд эпизодов картины, в 2016 году открылся аэропорт, получивший название «Мимино».

## В ролях
— главная роль.
| Актёр               | Роль                                                      |
| ------------------- | --------------------------------------------------------- |
| Буба Кикабидзе      | Валентин Константинович (Валико) Мизандари Мимино, лётчик |
| Фрунзик Мкртчян     | Рубик (Рубен Вартанович) Хачикян, шофёр                   |
| Елена Проклова      | Лариса Ивановна Комарова, стюардесса                      |
| Евгений Леонов      | Иван Сергеевич Волохов, ветеран войны                     |
| Константин Даушвили | дед                                                       |
| Руслан Микаберидзе  | Гиви Иванович, командир лётного отряда аэропорта Телави   |
| Закро Сахвадзе      | Варлаам, юный племянник Мимино                            |
| Марина Дюжева       | Светлана Георгиевна, адвокат                              |
| Русико Морчеладзе   | Лали, односельчанка Мимино                                |
| Арчил Гомиашвили    | Нугзар Папишвили, потерпевший                             |

### В эпизодах[комм. 9]
| Алексей Алексеев (прокурор суда)                                              | Владимир Басов (Родион Синицын, оперный певец)                                                                                        | Валентина Титова (Татьяна Синицына, жена оперного певца Родиона Синицына)         |
| Борислав Брондуков (мужчина в кепке, взвешивающийся перед полётом)            | Зейнаб Боцвадзе (Екатерина Константиновна Мизандари «Като», сестра Мимино)                                                            | Михаил Васьков (иностранный таксист)                                              |
| Павел Винник (друг Нугзара Папишвили)                                         | Софья Гаррель (пассажирка самолёта с собачкой)                                                                                        | Людмила Гаврилова (в титрах — Л. Газиева) (организатор симпозиума эндокринологов) |
| Николай Граббе (министр, фронтовой друг Волохова)                             | Микаэла Дроздовская (Анастасия Папишвили, жена Нугзара Папишвили)                                                                     | Заза Колелишвили (пастух)                                                         |
| Леонид Куравлёв (профессор Хачикян)                                           | Эдуард Изотов (Владимир Николаевич, командир экипажа)                                                                                 | Савелий Крамаров (подсудимый с хорошими глазами)                                  |
| Абессалом Лория (Вано, радист из горной деревни, друг Мимино)                 | Владимир Протасенко (Валерий, командир экипажа, в котором летала Лариса Комарова; вместе с Мимино окончил Воронежское лётное училище) | Владимир Никитин (Игорь, лётчик; ездил на машине Гиви Ивановича)                  |
| Аркадий Иванов (пилот)                                                        | Татьяна Распутина (посетительница ресторана, танцевавшая лезгинку)                                                                    | Марина Поляк (Екатерина Рябцева, стюардесса)                                      |
| Карло Саканделидзе (Цинцадзе, снабженец)                                      | Надежда Семенцова (секретарша министра, фронтового друга Волохова)                                                                    | Ипполит Хвичиа (Кукуш, кепочник)                                                  |
| Василий Чхаидзе (Аристофан, маляр)                                            | Виктор Шульгин (чиновник в министерстве гражданской авиации)                                                                          | Тамара Твалиашвили (старушка в селе с коровой)                                    |
| Раиса Куркина (судья; нет в титрах)                                           | Татьяна Паркина (Тимофеева, стюардесса, напарница Ларисы Ивановны Комаровой, нет в титрах)                                            | Пётр Любешкин (Георгий, отец адвоката Светланы Георгиевны; нет в титрах)          |
| Лариса Барабанова (буфетчица в аэропорту; нет в титрах)                       | Александр Январёв (таксист в Москве; нет в титрах)                                                                                    | Сергей Голованов (генерал в приёмной фронтового друга Волохова; нет в титрах)     |
| Георгий Данелия (пилот самолёта экипажа рейса Тбилиси — Москва; нет в титрах) | Рене Хобуа (актёр с таким именем не снимался, это режиссёрская мистификация Георгия Данелии)                                          |                                                                                   |

Съёмочная группа:
| Постановка                      | Георгий Данелия                                               |
| Сценарий                        | Реваз Габриадзе, Виктория Токарева, Георгий Данелия           |
| Главный оператор                | Анатолий Петрицкий                                            |
| Главные художники               | Борис Немечек, Элеонора Немечек                               |
| Композитор                      | Гия Канчели                                                   |
| Звукооператор                   | Евгений Фёдоров                                               |
| Режиссёр                        | Юрий Кушнерёв                                                 |
| Оператор                        | Ю. Яковлев                                                    |
| Монтаж                          | Татьяна Егорычева                                             |
| Костюмы                         | Ольга Кручинина                                               |
| Грим                            | М. Аляутдинова                                                |
| Оператор комбинированных съёмок | Ульф-Арне Бергстрём                                           |
| Художник комбинированных съёмок | Эдуард Маликов                                                |
| Ассистенты режиссёра            | Е. Судакова, Т. Одинцева, В. Дробышев                         |
| Ассистенты оператора            | Ю. Желудев, Евгений Корженков, Л. Капустина                   |
| Ассистент по костюмам           | Н. Крючкова                                                   |
| Художник-фотограф               | Б. Тимофеев                                                   |
| Мастер по свету                 | А. Голованов                                                  |
| Редактор                        | Александр Бородянский                                         |
| Музыкальный редактор            | Раиса Лукина                                                  |
| Песни на стихи                  | Петра Грузинского, Евгения Евтушенко, Роберта Рождественского |
| Директор картины                | Валерий Гандрабура                                            |

## Комментарии
1. ↑  В фильме поясняется, что в переводе с грузинского «Мимино» значит «сокол». На самом деле по-грузински мимино (მიმინო) — «ястреб»[3].
2. ↑  В 1978 году по сценарию «Неромантичный человек» был снят фильм «Шла собака по роялю» (режиссёр Владимир Грамматиков)[8][9].
3. ↑  Валериан Ливанович Мизандари — скульптор из Кутаиси и учитель Резо Габриадзе. Герой картины был назван его сокращённым именем — Валико Мизандари[17].
4. ↑  Лайнер Ту-144, использовавшийся для съёмок, имел регистрационный номер 77106. В настоящее время самолёт находится в Музее ВВС в Монино[33].
5. ↑  По данным Сергея Кудрявцева, было выпущено 1258 копий фильма[41].
6. ↑  По другим данным, премия кинофестиваля в Авеллино получена в 1979 году[46][47].
7. ↑  Левон Иштоян — игрок футбольной команды «Арарат»[66].
8. ↑  Здесь и далее используются данные, актуальные на сентябрь 2021 года.
9. 1 2 3  Фамилии актёров, снимавшихся в фильме, и названия ролей приведены по титрам фильма и киноведческим источникам[49].
10. ↑  В титрах к фильму указано «Мария Дюжева».
11. 1 2  В титрах к фильму указано «Папашвили»[49].